# 최혜정 (1990년)
최혜정(1990년 11월 26일~2014년 4월 16일)은 대한민국의 중등학교 교사였다. 2013년에 대학교를 졸업한 후 단원고등학교의 영어 교사가 되었으나, 2014년 4월 16일에 수학여행 도중 세월호 침몰 사고로 인해 학생들의 탈출을 돕다가 순직하였다.

## 생애
1990년 11월 26일 서울특별시 서초구 방배동에서 2녀 1남 중 장녀로 태어났다. 1997년 동작구의 동작초등학교에 입학했으며 재학 도중인 경기도 안산시 단원구 고잔동으로 이사하여 슬기초등학교로 전학을 갔다.
슬기초등학교 졸업 후 양지중학교, 고잔고등학교를 졸업했으며 2009년에 동국대학교 사범대학 역사교육과로 진학했다. 2011년에는 영어영문학부 영어통번역학전공을 통해 복수 전공을 했다.
2013년 동국대학교 사범대학 수석으로 졸업을 했다. 같은 해에 경기도 공립 중등교사 영어 임용시험에 합격하면서 교사 자격을 얻었고 안산시 단원구의 단원고등학교의 영어 교사로 부임했다. 부임과 동시에 단원고 1학년 8반 학급 담임 교사를 맡았다.
2014년에 단원고 2학년 9반 담임이 되었으며 같은 해 4월 단원고 수학여행에 인솔 교사로 참여했다. 4월 16일 수학여행 도중 세월호 침몰 사고를 당했고 학생들의 탈출을 돕다가 순직했다.
사후 경기도 화성시의 효원납골공원에 안장되었으며 2016년에 모교인 동국대학교 사범대학 역사교육과에 최혜정의 이름을 딴 장학기금이 설립되었다. 2018년에 순직공무원으로 인정되면서 국립대전현충원 내 순직공무원묘역에 세월호 사고에서 순직한 동료 교사들과 합동 안장되었다.

## 참고 문헌
- 동국대학교 역사교육과 역사편찬원 (2022년 4월 14일). 《연꽃으로 피어난 참스승, 최혜정》. 동국대학교 출판부. ISBN 9791191670.